# بيل فوغارتي
بيل فوغارتي هو سياسي أسترالي، ولد في 1 يونيو 1922 في Kingsville, Victoria ‏ في أستراليا، وتوفي في 13 يوليو 2001. نشط حزبياً في حزب العمال الأسترالي. وقد انتخب عضو الجمعية التشريعية  في فيكتوريا ‏.